# أرماندو مارتينيز
أرماندو مارتينيز (مواليد 29 أغسطس 1961) هو ملاكم كوبي، مثّل بلاده في الألعاب الأولمبية الصيفية 1980 وحقق الميدالية الذهبية في فئة الوزن المتوسط الخفيف.

## وصلات خارجية
أرماندو مارتينيز على موقع أوليمبيديا (الإنجليزية)